# A51-es autópálya (Olaszország)
Az A51-es autópálya egy km hosszúságú autópálya Olaszországban, Lombardia régióban. Fenntartója az Milano Serravalle - Milano Tangenziali S.p.A.